# PPP1R17
PPP1R17 (англ. Protein phosphatase 1 regulatory subunit 17) – білок, який кодується однойменним геном, розташованим у людей на короткому плечі 7-ї хромосоми. Довжина поліпептидного ланцюга білка становить 155 амінокислот, а молекулярна маса — 17 866.
| 10         |  | 20         |  | 30         |  | 40         |  | 50         |
| ---------- |  | ---------- |  | ---------- |  | ---------- |  | ---------- |
| MMSTEQMQPL |  | ELSEDRLDKL |  | DPRCSHLDDL |  | SDQFIKDCDL |  | KKKPRKGKNV |
| QATLNVESDQ |  | KKPRRKDTPA |  | LHIPPFIPGV |  | FSEHLIKRYD |  | VQERHPKGKM |
| IPVLHNTDLE |  | QKKPRRKDTP |  | ALHMSPFAAG |  | VTLLRDERPK |  | AIVEDDEKDG |
| DKIAI      |  |            |  |            |  |            |  |            |

A: Аланін

C: Цистеїн

D: Аспарагінова кислота

E: Глутамінова кислота

F: Фенілаланін

G: Гліцин

H: Гістидин

I: Ізолейцин

K: Лізин

L: Лейцин

M: Метіонін

N: Аспарагін

P: Пролін

Q: Глутамін

R: Аргінін

S: Серин

T: Треонін

V: Валін

Кодований геном білок за функцією належить до фосфопротеїнів. 
Задіяний у такому біологічному процесі, як альтернативний сплайсинг. 